# Новотного перекриття досконале
Перекриття́ Новотного досконале — ідея в шаховій композиції. Суть ідеї — одна із форм перекриття Новотного, де після ходу білої фігури на поле перетину тематичних ліній виникає стороння загроза мату чорному королю, і після прийняття жертви чорними тематичними фігурами: турою і слоном — виникають мати з використанням перекриття цих тематичних фігур.

## Історія
Ця ідея може розглядатись як різновид вираження перекриття Новотного. Цей задум дещо відмінний від базового класичного перекриття Новотного.
Ідея чеського проблеміста Антоніна Новотного (22.08.1827—09.03.1871) зацікавила шахових композиторів, і при вираженні його ідеї знайшли інший підхід для втілення в задачі його задуму — а саме, в процесі рішення, після ходу білих на поле перетину ліній дії чорних тури і слона, виникає стороння загроза мату, а після взяття тематичними чорними фігурами жертовної білої — відповідно виникають тематичні мати чорному королю з використанням цього перекриття.
 Ідея дістала назву — перекриття Новотного досконале.
|   | a | b | c | d | e | f | g | h |   |
| 8 | b8 чорний слон · b7 білий слон · f7 білий пішак · g7 білий король · f6 чорний пішак · g6 білий ферзь · f4 чорний король · e3 чорна тура · c2 білий кінь · e2 біла тура · e1 білий слон · g1 чорний кінь · h1 чорний слон | b8 чорний слон · b7 білий слон · f7 білий пішак · g7 білий король · f6 чорний пішак · g6 білий ферзь · f4 чорний король · e3 чорна тура · c2 білий кінь · e2 біла тура · e1 білий слон · g1 чорний кінь · h1 чорний слон | b8 чорний слон · b7 білий слон · f7 білий пішак · g7 білий король · f6 чорний пішак · g6 білий ферзь · f4 чорний король · e3 чорна тура · c2 білий кінь · e2 біла тура · e1 білий слон · g1 чорний кінь · h1 чорний слон | b8 чорний слон · b7 білий слон · f7 білий пішак · g7 білий король · f6 чорний пішак · g6 білий ферзь · f4 чорний король · e3 чорна тура · c2 білий кінь · e2 біла тура · e1 білий слон · g1 чорний кінь · h1 чорний слон | b8 чорний слон · b7 білий слон · f7 білий пішак · g7 білий король · f6 чорний пішак · g6 білий ферзь · f4 чорний король · e3 чорна тура · c2 білий кінь · e2 біла тура · e1 білий слон · g1 чорний кінь · h1 чорний слон | b8 чорний слон · b7 білий слон · f7 білий пішак · g7 білий король · f6 чорний пішак · g6 білий ферзь · f4 чорний король · e3 чорна тура · c2 білий кінь · e2 біла тура · e1 білий слон · g1 чорний кінь · h1 чорний слон | b8 чорний слон · b7 білий слон · f7 білий пішак · g7 білий король · f6 чорний пішак · g6 білий ферзь · f4 чорний король · e3 чорна тура · c2 білий кінь · e2 біла тура · e1 білий слон · g1 чорний кінь · h1 чорний слон | b8 чорний слон · b7 білий слон · f7 білий пішак · g7 білий король · f6 чорний пішак · g6 білий ферзь · f4 чорний король · e3 чорна тура · c2 білий кінь · e2 біла тура · e1 білий слон · g1 чорний кінь · h1 чорний слон | 8 |
| 7 | b8 чорний слон · b7 білий слон · f7 білий пішак · g7 білий король · f6 чорний пішак · g6 білий ферзь · f4 чорний король · e3 чорна тура · c2 білий кінь · e2 біла тура · e1 білий слон · g1 чорний кінь · h1 чорний слон | b8 чорний слон · b7 білий слон · f7 білий пішак · g7 білий король · f6 чорний пішак · g6 білий ферзь · f4 чорний король · e3 чорна тура · c2 білий кінь · e2 біла тура · e1 білий слон · g1 чорний кінь · h1 чорний слон | b8 чорний слон · b7 білий слон · f7 білий пішак · g7 білий король · f6 чорний пішак · g6 білий ферзь · f4 чорний король · e3 чорна тура · c2 білий кінь · e2 біла тура · e1 білий слон · g1 чорний кінь · h1 чорний слон | b8 чорний слон · b7 білий слон · f7 білий пішак · g7 білий король · f6 чорний пішак · g6 білий ферзь · f4 чорний король · e3 чорна тура · c2 білий кінь · e2 біла тура · e1 білий слон · g1 чорний кінь · h1 чорний слон | b8 чорний слон · b7 білий слон · f7 білий пішак · g7 білий король · f6 чорний пішак · g6 білий ферзь · f4 чорний король · e3 чорна тура · c2 білий кінь · e2 біла тура · e1 білий слон · g1 чорний кінь · h1 чорний слон | b8 чорний слон · b7 білий слон · f7 білий пішак · g7 білий король · f6 чорний пішак · g6 білий ферзь · f4 чорний король · e3 чорна тура · c2 білий кінь · e2 біла тура · e1 білий слон · g1 чорний кінь · h1 чорний слон | b8 чорний слон · b7 білий слон · f7 білий пішак · g7 білий король · f6 чорний пішак · g6 білий ферзь · f4 чорний король · e3 чорна тура · c2 білий кінь · e2 біла тура · e1 білий слон · g1 чорний кінь · h1 чорний слон | b8 чорний слон · b7 білий слон · f7 білий пішак · g7 білий король · f6 чорний пішак · g6 білий ферзь · f4 чорний король · e3 чорна тура · c2 білий кінь · e2 біла тура · e1 білий слон · g1 чорний кінь · h1 чорний слон | 7 |
| 6 | b8 чорний слон · b7 білий слон · f7 білий пішак · g7 білий король · f6 чорний пішак · g6 білий ферзь · f4 чорний король · e3 чорна тура · c2 білий кінь · e2 біла тура · e1 білий слон · g1 чорний кінь · h1 чорний слон | b8 чорний слон · b7 білий слон · f7 білий пішак · g7 білий король · f6 чорний пішак · g6 білий ферзь · f4 чорний король · e3 чорна тура · c2 білий кінь · e2 біла тура · e1 білий слон · g1 чорний кінь · h1 чорний слон | b8 чорний слон · b7 білий слон · f7 білий пішак · g7 білий король · f6 чорний пішак · g6 білий ферзь · f4 чорний король · e3 чорна тура · c2 білий кінь · e2 біла тура · e1 білий слон · g1 чорний кінь · h1 чорний слон | b8 чорний слон · b7 білий слон · f7 білий пішак · g7 білий король · f6 чорний пішак · g6 білий ферзь · f4 чорний король · e3 чорна тура · c2 білий кінь · e2 біла тура · e1 білий слон · g1 чорний кінь · h1 чорний слон | b8 чорний слон · b7 білий слон · f7 білий пішак · g7 білий король · f6 чорний пішак · g6 білий ферзь · f4 чорний король · e3 чорна тура · c2 білий кінь · e2 біла тура · e1 білий слон · g1 чорний кінь · h1 чорний слон | b8 чорний слон · b7 білий слон · f7 білий пішак · g7 білий король · f6 чорний пішак · g6 білий ферзь · f4 чорний король · e3 чорна тура · c2 білий кінь · e2 біла тура · e1 білий слон · g1 чорний кінь · h1 чорний слон | b8 чорний слон · b7 білий слон · f7 білий пішак · g7 білий король · f6 чорний пішак · g6 білий ферзь · f4 чорний король · e3 чорна тура · c2 білий кінь · e2 біла тура · e1 білий слон · g1 чорний кінь · h1 чорний слон | b8 чорний слон · b7 білий слон · f7 білий пішак · g7 білий король · f6 чорний пішак · g6 білий ферзь · f4 чорний король · e3 чорна тура · c2 білий кінь · e2 біла тура · e1 білий слон · g1 чорний кінь · h1 чорний слон | 6 |
| 5 | b8 чорний слон · b7 білий слон · f7 білий пішак · g7 білий король · f6 чорний пішак · g6 білий ферзь · f4 чорний король · e3 чорна тура · c2 білий кінь · e2 біла тура · e1 білий слон · g1 чорний кінь · h1 чорний слон | b8 чорний слон · b7 білий слон · f7 білий пішак · g7 білий король · f6 чорний пішак · g6 білий ферзь · f4 чорний король · e3 чорна тура · c2 білий кінь · e2 біла тура · e1 білий слон · g1 чорний кінь · h1 чорний слон | b8 чорний слон · b7 білий слон · f7 білий пішак · g7 білий король · f6 чорний пішак · g6 білий ферзь · f4 чорний король · e3 чорна тура · c2 білий кінь · e2 біла тура · e1 білий слон · g1 чорний кінь · h1 чорний слон | b8 чорний слон · b7 білий слон · f7 білий пішак · g7 білий король · f6 чорний пішак · g6 білий ферзь · f4 чорний король · e3 чорна тура · c2 білий кінь · e2 біла тура · e1 білий слон · g1 чорний кінь · h1 чорний слон | b8 чорний слон · b7 білий слон · f7 білий пішак · g7 білий король · f6 чорний пішак · g6 білий ферзь · f4 чорний король · e3 чорна тура · c2 білий кінь · e2 біла тура · e1 білий слон · g1 чорний кінь · h1 чорний слон | b8 чорний слон · b7 білий слон · f7 білий пішак · g7 білий король · f6 чорний пішак · g6 білий ферзь · f4 чорний король · e3 чорна тура · c2 білий кінь · e2 біла тура · e1 білий слон · g1 чорний кінь · h1 чорний слон | b8 чорний слон · b7 білий слон · f7 білий пішак · g7 білий король · f6 чорний пішак · g6 білий ферзь · f4 чорний король · e3 чорна тура · c2 білий кінь · e2 біла тура · e1 білий слон · g1 чорний кінь · h1 чорний слон | b8 чорний слон · b7 білий слон · f7 білий пішак · g7 білий король · f6 чорний пішак · g6 білий ферзь · f4 чорний король · e3 чорна тура · c2 білий кінь · e2 біла тура · e1 білий слон · g1 чорний кінь · h1 чорний слон | 5 |
| 4 | b8 чорний слон · b7 білий слон · f7 білий пішак · g7 білий король · f6 чорний пішак · g6 білий ферзь · f4 чорний король · e3 чорна тура · c2 білий кінь · e2 біла тура · e1 білий слон · g1 чорний кінь · h1 чорний слон | b8 чорний слон · b7 білий слон · f7 білий пішак · g7 білий король · f6 чорний пішак · g6 білий ферзь · f4 чорний король · e3 чорна тура · c2 білий кінь · e2 біла тура · e1 білий слон · g1 чорний кінь · h1 чорний слон | b8 чорний слон · b7 білий слон · f7 білий пішак · g7 білий король · f6 чорний пішак · g6 білий ферзь · f4 чорний король · e3 чорна тура · c2 білий кінь · e2 біла тура · e1 білий слон · g1 чорний кінь · h1 чорний слон | b8 чорний слон · b7 білий слон · f7 білий пішак · g7 білий король · f6 чорний пішак · g6 білий ферзь · f4 чорний король · e3 чорна тура · c2 білий кінь · e2 біла тура · e1 білий слон · g1 чорний кінь · h1 чорний слон | b8 чорний слон · b7 білий слон · f7 білий пішак · g7 білий король · f6 чорний пішак · g6 білий ферзь · f4 чорний король · e3 чорна тура · c2 білий кінь · e2 біла тура · e1 білий слон · g1 чорний кінь · h1 чорний слон | b8 чорний слон · b7 білий слон · f7 білий пішак · g7 білий король · f6 чорний пішак · g6 білий ферзь · f4 чорний король · e3 чорна тура · c2 білий кінь · e2 біла тура · e1 білий слон · g1 чорний кінь · h1 чорний слон | b8 чорний слон · b7 білий слон · f7 білий пішак · g7 білий король · f6 чорний пішак · g6 білий ферзь · f4 чорний король · e3 чорна тура · c2 білий кінь · e2 біла тура · e1 білий слон · g1 чорний кінь · h1 чорний слон | b8 чорний слон · b7 білий слон · f7 білий пішак · g7 білий король · f6 чорний пішак · g6 білий ферзь · f4 чорний король · e3 чорна тура · c2 білий кінь · e2 біла тура · e1 білий слон · g1 чорний кінь · h1 чорний слон | 4 |
| 3 | b8 чорний слон · b7 білий слон · f7 білий пішак · g7 білий король · f6 чорний пішак · g6 білий ферзь · f4 чорний король · e3 чорна тура · c2 білий кінь · e2 біла тура · e1 білий слон · g1 чорний кінь · h1 чорний слон | b8 чорний слон · b7 білий слон · f7 білий пішак · g7 білий король · f6 чорний пішак · g6 білий ферзь · f4 чорний король · e3 чорна тура · c2 білий кінь · e2 біла тура · e1 білий слон · g1 чорний кінь · h1 чорний слон | b8 чорний слон · b7 білий слон · f7 білий пішак · g7 білий король · f6 чорний пішак · g6 білий ферзь · f4 чорний король · e3 чорна тура · c2 білий кінь · e2 біла тура · e1 білий слон · g1 чорний кінь · h1 чорний слон | b8 чорний слон · b7 білий слон · f7 білий пішак · g7 білий король · f6 чорний пішак · g6 білий ферзь · f4 чорний король · e3 чорна тура · c2 білий кінь · e2 біла тура · e1 білий слон · g1 чорний кінь · h1 чорний слон | b8 чорний слон · b7 білий слон · f7 білий пішак · g7 білий король · f6 чорний пішак · g6 білий ферзь · f4 чорний король · e3 чорна тура · c2 білий кінь · e2 біла тура · e1 білий слон · g1 чорний кінь · h1 чорний слон | b8 чорний слон · b7 білий слон · f7 білий пішак · g7 білий король · f6 чорний пішак · g6 білий ферзь · f4 чорний король · e3 чорна тура · c2 білий кінь · e2 біла тура · e1 білий слон · g1 чорний кінь · h1 чорний слон | b8 чорний слон · b7 білий слон · f7 білий пішак · g7 білий король · f6 чорний пішак · g6 білий ферзь · f4 чорний король · e3 чорна тура · c2 білий кінь · e2 біла тура · e1 білий слон · g1 чорний кінь · h1 чорний слон | b8 чорний слон · b7 білий слон · f7 білий пішак · g7 білий король · f6 чорний пішак · g6 білий ферзь · f4 чорний король · e3 чорна тура · c2 білий кінь · e2 біла тура · e1 білий слон · g1 чорний кінь · h1 чорний слон | 3 |
| 2 | b8 чорний слон · b7 білий слон · f7 білий пішак · g7 білий король · f6 чорний пішак · g6 білий ферзь · f4 чорний король · e3 чорна тура · c2 білий кінь · e2 біла тура · e1 білий слон · g1 чорний кінь · h1 чорний слон | b8 чорний слон · b7 білий слон · f7 білий пішак · g7 білий король · f6 чорний пішак · g6 білий ферзь · f4 чорний король · e3 чорна тура · c2 білий кінь · e2 біла тура · e1 білий слон · g1 чорний кінь · h1 чорний слон | b8 чорний слон · b7 білий слон · f7 білий пішак · g7 білий король · f6 чорний пішак · g6 білий ферзь · f4 чорний король · e3 чорна тура · c2 білий кінь · e2 біла тура · e1 білий слон · g1 чорний кінь · h1 чорний слон | b8 чорний слон · b7 білий слон · f7 білий пішак · g7 білий король · f6 чорний пішак · g6 білий ферзь · f4 чорний король · e3 чорна тура · c2 білий кінь · e2 біла тура · e1 білий слон · g1 чорний кінь · h1 чорний слон | b8 чорний слон · b7 білий слон · f7 білий пішак · g7 білий король · f6 чорний пішак · g6 білий ферзь · f4 чорний король · e3 чорна тура · c2 білий кінь · e2 біла тура · e1 білий слон · g1 чорний кінь · h1 чорний слон | b8 чорний слон · b7 білий слон · f7 білий пішак · g7 білий король · f6 чорний пішак · g6 білий ферзь · f4 чорний король · e3 чорна тура · c2 білий кінь · e2 біла тура · e1 білий слон · g1 чорний кінь · h1 чорний слон | b8 чорний слон · b7 білий слон · f7 білий пішак · g7 білий король · f6 чорний пішак · g6 білий ферзь · f4 чорний король · e3 чорна тура · c2 білий кінь · e2 біла тура · e1 білий слон · g1 чорний кінь · h1 чорний слон | b8 чорний слон · b7 білий слон · f7 білий пішак · g7 білий король · f6 чорний пішак · g6 білий ферзь · f4 чорний король · e3 чорна тура · c2 білий кінь · e2 біла тура · e1 білий слон · g1 чорний кінь · h1 чорний слон | 2 |
| 1 | b8 чорний слон · b7 білий слон · f7 білий пішак · g7 білий король · f6 чорний пішак · g6 білий ферзь · f4 чорний король · e3 чорна тура · c2 білий кінь · e2 біла тура · e1 білий слон · g1 чорний кінь · h1 чорний слон | b8 чорний слон · b7 білий слон · f7 білий пішак · g7 білий король · f6 чорний пішак · g6 білий ферзь · f4 чорний король · e3 чорна тура · c2 білий кінь · e2 біла тура · e1 білий слон · g1 чорний кінь · h1 чорний слон | b8 чорний слон · b7 білий слон · f7 білий пішак · g7 білий король · f6 чорний пішак · g6 білий ферзь · f4 чорний король · e3 чорна тура · c2 білий кінь · e2 біла тура · e1 білий слон · g1 чорний кінь · h1 чорний слон | b8 чорний слон · b7 білий слон · f7 білий пішак · g7 білий король · f6 чорний пішак · g6 білий ферзь · f4 чорний король · e3 чорна тура · c2 білий кінь · e2 біла тура · e1 білий слон · g1 чорний кінь · h1 чорний слон | b8 чорний слон · b7 білий слон · f7 білий пішак · g7 білий король · f6 чорний пішак · g6 білий ферзь · f4 чорний король · e3 чорна тура · c2 білий кінь · e2 біла тура · e1 білий слон · g1 чорний кінь · h1 чорний слон | b8 чорний слон · b7 білий слон · f7 білий пішак · g7 білий король · f6 чорний пішак · g6 білий ферзь · f4 чорний король · e3 чорна тура · c2 білий кінь · e2 біла тура · e1 білий слон · g1 чорний кінь · h1 чорний слон | b8 чорний слон · b7 білий слон · f7 білий пішак · g7 білий король · f6 чорний пішак · g6 білий ферзь · f4 чорний король · e3 чорна тура · c2 білий кінь · e2 біла тура · e1 білий слон · g1 чорний кінь · h1 чорний слон | b8 чорний слон · b7 білий слон · f7 білий пішак · g7 білий король · f6 чорний пішак · g6 білий ферзь · f4 чорний король · e3 чорна тура · c2 білий кінь · e2 біла тура · e1 білий слон · g1 чорний кінь · h1 чорний слон | 1 |
|   | a | b | c | d | e | f | g | h |   |

1. Lf3! ~ 2. D:f6#
1. ... T:f3 2. Te4#
1. ... L:f3 2. Lg3#
- — - — - — -
1. ... Le5 2. Dg4#
1. ... f5    2. Dg3#
1. ... K:f3 2. Tf2#
1. ... Ke5 2. D:f6#
1. ... Te6 2. Dg4#
|   | a | b | c | d | e | f | g | h |   |
| 8 | e8 білий король · d7 білий ферзь · a5 чорний пішак · e5 чорний король · h5 білий кінь · a4 чорна тура · a3 біла тура · d3 білий слон · f2 білий пішак · h1 чорний слон | e8 білий король · d7 білий ферзь · a5 чорний пішак · e5 чорний король · h5 білий кінь · a4 чорна тура · a3 біла тура · d3 білий слон · f2 білий пішак · h1 чорний слон | e8 білий король · d7 білий ферзь · a5 чорний пішак · e5 чорний король · h5 білий кінь · a4 чорна тура · a3 біла тура · d3 білий слон · f2 білий пішак · h1 чорний слон | e8 білий король · d7 білий ферзь · a5 чорний пішак · e5 чорний король · h5 білий кінь · a4 чорна тура · a3 біла тура · d3 білий слон · f2 білий пішак · h1 чорний слон | e8 білий король · d7 білий ферзь · a5 чорний пішак · e5 чорний король · h5 білий кінь · a4 чорна тура · a3 біла тура · d3 білий слон · f2 білий пішак · h1 чорний слон | e8 білий король · d7 білий ферзь · a5 чорний пішак · e5 чорний король · h5 білий кінь · a4 чорна тура · a3 біла тура · d3 білий слон · f2 білий пішак · h1 чорний слон | e8 білий король · d7 білий ферзь · a5 чорний пішак · e5 чорний король · h5 білий кінь · a4 чорна тура · a3 біла тура · d3 білий слон · f2 білий пішак · h1 чорний слон | e8 білий король · d7 білий ферзь · a5 чорний пішак · e5 чорний король · h5 білий кінь · a4 чорна тура · a3 біла тура · d3 білий слон · f2 білий пішак · h1 чорний слон | 8 |
| 7 | e8 білий король · d7 білий ферзь · a5 чорний пішак · e5 чорний король · h5 білий кінь · a4 чорна тура · a3 біла тура · d3 білий слон · f2 білий пішак · h1 чорний слон | e8 білий король · d7 білий ферзь · a5 чорний пішак · e5 чорний король · h5 білий кінь · a4 чорна тура · a3 біла тура · d3 білий слон · f2 білий пішак · h1 чорний слон | e8 білий король · d7 білий ферзь · a5 чорний пішак · e5 чорний король · h5 білий кінь · a4 чорна тура · a3 біла тура · d3 білий слон · f2 білий пішак · h1 чорний слон | e8 білий король · d7 білий ферзь · a5 чорний пішак · e5 чорний король · h5 білий кінь · a4 чорна тура · a3 біла тура · d3 білий слон · f2 білий пішак · h1 чорний слон | e8 білий король · d7 білий ферзь · a5 чорний пішак · e5 чорний король · h5 білий кінь · a4 чорна тура · a3 біла тура · d3 білий слон · f2 білий пішак · h1 чорний слон | e8 білий король · d7 білий ферзь · a5 чорний пішак · e5 чорний король · h5 білий кінь · a4 чорна тура · a3 біла тура · d3 білий слон · f2 білий пішак · h1 чорний слон | e8 білий король · d7 білий ферзь · a5 чорний пішак · e5 чорний король · h5 білий кінь · a4 чорна тура · a3 біла тура · d3 білий слон · f2 білий пішак · h1 чорний слон | e8 білий король · d7 білий ферзь · a5 чорний пішак · e5 чорний король · h5 білий кінь · a4 чорна тура · a3 біла тура · d3 білий слон · f2 білий пішак · h1 чорний слон | 7 |
| 6 | e8 білий король · d7 білий ферзь · a5 чорний пішак · e5 чорний король · h5 білий кінь · a4 чорна тура · a3 біла тура · d3 білий слон · f2 білий пішак · h1 чорний слон | e8 білий король · d7 білий ферзь · a5 чорний пішак · e5 чорний король · h5 білий кінь · a4 чорна тура · a3 біла тура · d3 білий слон · f2 білий пішак · h1 чорний слон | e8 білий король · d7 білий ферзь · a5 чорний пішак · e5 чорний король · h5 білий кінь · a4 чорна тура · a3 біла тура · d3 білий слон · f2 білий пішак · h1 чорний слон | e8 білий король · d7 білий ферзь · a5 чорний пішак · e5 чорний король · h5 білий кінь · a4 чорна тура · a3 біла тура · d3 білий слон · f2 білий пішак · h1 чорний слон | e8 білий король · d7 білий ферзь · a5 чорний пішак · e5 чорний король · h5 білий кінь · a4 чорна тура · a3 біла тура · d3 білий слон · f2 білий пішак · h1 чорний слон | e8 білий король · d7 білий ферзь · a5 чорний пішак · e5 чорний король · h5 білий кінь · a4 чорна тура · a3 біла тура · d3 білий слон · f2 білий пішак · h1 чорний слон | e8 білий король · d7 білий ферзь · a5 чорний пішак · e5 чорний король · h5 білий кінь · a4 чорна тура · a3 біла тура · d3 білий слон · f2 білий пішак · h1 чорний слон | e8 білий король · d7 білий ферзь · a5 чорний пішак · e5 чорний король · h5 білий кінь · a4 чорна тура · a3 біла тура · d3 білий слон · f2 білий пішак · h1 чорний слон | 6 |
| 5 | e8 білий король · d7 білий ферзь · a5 чорний пішак · e5 чорний король · h5 білий кінь · a4 чорна тура · a3 біла тура · d3 білий слон · f2 білий пішак · h1 чорний слон | e8 білий король · d7 білий ферзь · a5 чорний пішак · e5 чорний король · h5 білий кінь · a4 чорна тура · a3 біла тура · d3 білий слон · f2 білий пішак · h1 чорний слон | e8 білий король · d7 білий ферзь · a5 чорний пішак · e5 чорний король · h5 білий кінь · a4 чорна тура · a3 біла тура · d3 білий слон · f2 білий пішак · h1 чорний слон | e8 білий король · d7 білий ферзь · a5 чорний пішак · e5 чорний король · h5 білий кінь · a4 чорна тура · a3 біла тура · d3 білий слон · f2 білий пішак · h1 чорний слон | e8 білий король · d7 білий ферзь · a5 чорний пішак · e5 чорний король · h5 білий кінь · a4 чорна тура · a3 біла тура · d3 білий слон · f2 білий пішак · h1 чорний слон | e8 білий король · d7 білий ферзь · a5 чорний пішак · e5 чорний король · h5 білий кінь · a4 чорна тура · a3 біла тура · d3 білий слон · f2 білий пішак · h1 чорний слон | e8 білий король · d7 білий ферзь · a5 чорний пішак · e5 чорний король · h5 білий кінь · a4 чорна тура · a3 біла тура · d3 білий слон · f2 білий пішак · h1 чорний слон | e8 білий король · d7 білий ферзь · a5 чорний пішак · e5 чорний король · h5 білий кінь · a4 чорна тура · a3 біла тура · d3 білий слон · f2 білий пішак · h1 чорний слон | 5 |
| 4 | e8 білий король · d7 білий ферзь · a5 чорний пішак · e5 чорний король · h5 білий кінь · a4 чорна тура · a3 біла тура · d3 білий слон · f2 білий пішак · h1 чорний слон | e8 білий король · d7 білий ферзь · a5 чорний пішак · e5 чорний король · h5 білий кінь · a4 чорна тура · a3 біла тура · d3 білий слон · f2 білий пішак · h1 чорний слон | e8 білий король · d7 білий ферзь · a5 чорний пішак · e5 чорний король · h5 білий кінь · a4 чорна тура · a3 біла тура · d3 білий слон · f2 білий пішак · h1 чорний слон | e8 білий король · d7 білий ферзь · a5 чорний пішак · e5 чорний король · h5 білий кінь · a4 чорна тура · a3 біла тура · d3 білий слон · f2 білий пішак · h1 чорний слон | e8 білий король · d7 білий ферзь · a5 чорний пішак · e5 чорний король · h5 білий кінь · a4 чорна тура · a3 біла тура · d3 білий слон · f2 білий пішак · h1 чорний слон | e8 білий король · d7 білий ферзь · a5 чорний пішак · e5 чорний король · h5 білий кінь · a4 чорна тура · a3 біла тура · d3 білий слон · f2 білий пішак · h1 чорний слон | e8 білий король · d7 білий ферзь · a5 чорний пішак · e5 чорний король · h5 білий кінь · a4 чорна тура · a3 біла тура · d3 білий слон · f2 білий пішак · h1 чорний слон | e8 білий король · d7 білий ферзь · a5 чорний пішак · e5 чорний король · h5 білий кінь · a4 чорна тура · a3 біла тура · d3 білий слон · f2 білий пішак · h1 чорний слон | 4 |
| 3 | e8 білий король · d7 білий ферзь · a5 чорний пішак · e5 чорний король · h5 білий кінь · a4 чорна тура · a3 біла тура · d3 білий слон · f2 білий пішак · h1 чорний слон | e8 білий король · d7 білий ферзь · a5 чорний пішак · e5 чорний король · h5 білий кінь · a4 чорна тура · a3 біла тура · d3 білий слон · f2 білий пішак · h1 чорний слон | e8 білий король · d7 білий ферзь · a5 чорний пішак · e5 чорний король · h5 білий кінь · a4 чорна тура · a3 біла тура · d3 білий слон · f2 білий пішак · h1 чорний слон | e8 білий король · d7 білий ферзь · a5 чорний пішак · e5 чорний король · h5 білий кінь · a4 чорна тура · a3 біла тура · d3 білий слон · f2 білий пішак · h1 чорний слон | e8 білий король · d7 білий ферзь · a5 чорний пішак · e5 чорний король · h5 білий кінь · a4 чорна тура · a3 біла тура · d3 білий слон · f2 білий пішак · h1 чорний слон | e8 білий король · d7 білий ферзь · a5 чорний пішак · e5 чорний король · h5 білий кінь · a4 чорна тура · a3 біла тура · d3 білий слон · f2 білий пішак · h1 чорний слон | e8 білий король · d7 білий ферзь · a5 чорний пішак · e5 чорний король · h5 білий кінь · a4 чорна тура · a3 біла тура · d3 білий слон · f2 білий пішак · h1 чорний слон | e8 білий король · d7 білий ферзь · a5 чорний пішак · e5 чорний король · h5 білий кінь · a4 чорна тура · a3 біла тура · d3 білий слон · f2 білий пішак · h1 чорний слон | 3 |
| 2 | e8 білий король · d7 білий ферзь · a5 чорний пішак · e5 чорний король · h5 білий кінь · a4 чорна тура · a3 біла тура · d3 білий слон · f2 білий пішак · h1 чорний слон | e8 білий король · d7 білий ферзь · a5 чорний пішак · e5 чорний король · h5 білий кінь · a4 чорна тура · a3 біла тура · d3 білий слон · f2 білий пішак · h1 чорний слон | e8 білий король · d7 білий ферзь · a5 чорний пішак · e5 чорний король · h5 білий кінь · a4 чорна тура · a3 біла тура · d3 білий слон · f2 білий пішак · h1 чорний слон | e8 білий король · d7 білий ферзь · a5 чорний пішак · e5 чорний король · h5 білий кінь · a4 чорна тура · a3 біла тура · d3 білий слон · f2 білий пішак · h1 чорний слон | e8 білий король · d7 білий ферзь · a5 чорний пішак · e5 чорний король · h5 білий кінь · a4 чорна тура · a3 біла тура · d3 білий слон · f2 білий пішак · h1 чорний слон | e8 білий король · d7 білий ферзь · a5 чорний пішак · e5 чорний король · h5 білий кінь · a4 чорна тура · a3 біла тура · d3 білий слон · f2 білий пішак · h1 чорний слон | e8 білий король · d7 білий ферзь · a5 чорний пішак · e5 чорний король · h5 білий кінь · a4 чорна тура · a3 біла тура · d3 білий слон · f2 білий пішак · h1 чорний слон | e8 білий король · d7 білий ферзь · a5 чорний пішак · e5 чорний король · h5 білий кінь · a4 чорна тура · a3 біла тура · d3 білий слон · f2 білий пішак · h1 чорний слон | 2 |
| 1 | e8 білий король · d7 білий ферзь · a5 чорний пішак · e5 чорний король · h5 білий кінь · a4 чорна тура · a3 біла тура · d3 білий слон · f2 білий пішак · h1 чорний слон | e8 білий король · d7 білий ферзь · a5 чорний пішак · e5 чорний король · h5 білий кінь · a4 чорна тура · a3 біла тура · d3 білий слон · f2 білий пішак · h1 чорний слон | e8 білий король · d7 білий ферзь · a5 чорний пішак · e5 чорний король · h5 білий кінь · a4 чорна тура · a3 біла тура · d3 білий слон · f2 білий пішак · h1 чорний слон | e8 білий король · d7 білий ферзь · a5 чорний пішак · e5 чорний король · h5 білий кінь · a4 чорна тура · a3 біла тура · d3 білий слон · f2 білий пішак · h1 чорний слон | e8 білий король · d7 білий ферзь · a5 чорний пішак · e5 чорний король · h5 білий кінь · a4 чорна тура · a3 біла тура · d3 білий слон · f2 білий пішак · h1 чорний слон | e8 білий король · d7 білий ферзь · a5 чорний пішак · e5 чорний король · h5 білий кінь · a4 чорна тура · a3 біла тура · d3 білий слон · f2 білий пішак · h1 чорний слон | e8 білий король · d7 білий ферзь · a5 чорний пішак · e5 чорний король · h5 білий кінь · a4 чорна тура · a3 біла тура · d3 білий слон · f2 білий пішак · h1 чорний слон | e8 білий король · d7 білий ферзь · a5 чорний пішак · e5 чорний король · h5 білий кінь · a4 чорна тура · a3 біла тура · d3 білий слон · f2 білий пішак · h1 чорний слон | 1 |
|   | a | b | c | d | e | f | g | h |   |

1. Le4! ~ 2. Dd5#
1. ... T:e4 2. Ta5#
1. ... L:e4 2. f4#
- — - — - — -
1. ... K:e4 2. Te3#
1. ... Td4  2. De7#